# سان سيباستيان دي يالي
سان سيباستيان دي يالي هي محلية، ومدينة، في نيكاراغوا، تقع في جينوتيغا، بلغ عدد سكانها 34,280  نسمة وذلك حسب إحصائيات سنة 2014، تبلغ مساحتها 400.86 كيلومتر مربع، رمزها البريدي هو 66200.